# Barry Sears
Barry Sears (Long Beach, 6 giugno 1947) è un biochimico e nutrizionista statunitense.

## Biografia
Laureato in biochimica e ricercatore specializzato nel controllo dietetico delle risposte ormonali, Sears ha ideato e promosso la Dieta Zona, un regime alimentare che mira al mantenimento di un livello di glicemia stabile nel sangue e un bilanciamento ormonale. La dieta è nata con l'intento di trovare una risposta nutrizionale per i diabetici e diminuire il numero di morti per infarto del miocardio.
Per fare questo Sears sostiene che le calorie di ogni pasto devono provenire per il 40% da carboidrati a basso indice glicemico (frutta, verdura..), il 30% da proteine e il restante 30% da grassi, preferibilmente vegetali insaturi.
Recentemente Sears ha caldeggiato l'utilizzo di integratori antinfiammatori quali olio di pesce e Omega-3.
Membro del MIT e presidente della "Research Inflammation Foundation", i suoi libri, pubblicati da Sperling & Kupfer, hanno venduto più di cinque milioni di copie e sono tradotti in 22 lingue.
| Controllo di autorità | VIAF (EN) 54286486 · ISNI (EN) 0000 0000 8383 5169 · LCCN (EN) n95036082 · GND (DE) 120901358 · BNE (ES) XX1225688 (data) · BNF (FR) cb13173381k (data) · J9U (EN, HE) 987007424848205171 · CONOR.SI (SL) 57905251 |